# Jorge Luis Hernández Villazón
Jorge Luis Hernández Villazón (Valledupar), alias "Boliche", es un exnarcotraficante y exparamilitar colombiano.

## Biografía
Fue miembro del Bloque Norte de las Autodefensas Unidas de Colombia (AUC). Hernández Villazón fue el hombre encargado de enviar cargamentos de drogas para la organización del Bloque Norte, liderada por Salvatore Mancuso y Rodrigo Tovar Pupo, alias "Jorge 40". Hernández también fue socio del exgobernador del departamento del Cesar y parapolítico, Lucas Gnecco Cerchar.
Según el diario El Heraldo de Barranquilla, su ruta del narcotráfico salía desde un sector conocido como "La Playa", en inmediaciones del distrito de Barranquilla, y según Salvatore Mancuso, Hernández Villazón "pagaba un dinero para que le dieran información que les permitiera evadir los cercos que hubiese por las rutas que utilizaban para narcotraficar", en relación con el cerco de vigilancia y control marítimo de lanchas que ejercía la Armada Nacional de Colombia en el mar Caribe. Por este caso intentaron involucrar y fue investigado el Almirante Gabriel Arango Bacci. Hernández llamó a medios radiales colombianos para negar la participación del Almirante Arango Bacci en sus actividades.
Hernández, a través de su lugarteniente Jaime Pérez Charris, fue el encargado de entregarle COP$ 800 millones de pesos al político Dieb Maloof para su elección al Congreso de la República de Colombia, tras una alianza entre paramilitares y políticos para hacerse con el poder en Colombia. Hernández también sabía de las andanzas del político Hernando Molina Araújo con los grupos paramilitares de las AUC, y mantenía relaciones con Sergio Araújo Castro, hermano del parapolítico Álvaro Araújo y la exministra María Consuelo Araújo Castro. Hernández fue clave para que Hernando Molina fuera condenado por su participación en la parapolítica.
El abogado vallenato Arcadio Martínez Pumarejo también fue acusado por Hernández de lavar activos y traficar con drogas desde 1994. Martínez estuvo relacionado con el narcotraficante Félix Chitiva, alias de "La Mica", operador financiero de "Los Mellizos" en la que intercambiaron droga por una finca llamada "La Gloria".
Hernández también tuvo nexos directos con el jefe paramilitar Vicente Castaño, y con el narcotraficante Carlos Mario Jiménez alias "Macaco", a quien le habría estado manejando el negocio de las drogas en la región Caribe de Colombia, luego de que Alias "Jorge 40", le vendiera la plaza (región Caribe) a la organización de "Los Mellizos", liderada por los hermanos Miguel Ángel Mejía Múnera y Víctor Manuel Mejía Múnera.
Hernández estuvo involucrado en el narcotráfico desde 1991 hasta 2001, cuando se entregó a las autoridades de Estados Unidos, vía La Guajira y luego Venezuela, después de tener problemas con un cargamento de drogas de Salvatore Mancuso. Hernández se convirtió en testigo protegido por la justicia de Estados Unidos.
El 18 de junio de 2025 es detenido el narco-informante para la DEA y el FBI, el colombiano Jorge Luis Hernández Villazón en Miami, bajo cargos federales por el delito de fraude electrónico sin derecho a fianza, “Boliche” colaboró estrechamente con la DEA y fue pieza clave para desenmascarar al agente John Constanzo Jr., que habría recibido al menos 74.000 dólares de Manny Recio. Recio identificó a los funcionarios susceptibles de ser sobornados y convenció a su exjefe John  Constanzo para que le proporcionara la fecha exacta en la que la Fiscalía presentaría la acusación formal contra Alex Saab.
En 1999, el cantante de vallenato, Jorge Oñate lo mencionó con un saludo vallenato en la canción "Vente pa' acá" de su álbum musical con Cocha Molina El poder de mis canciones.